# Michel Aumont
Michel Aumont (15. října 1936 Paříž – 28. srpna 2019) byl francouzský divadelní a filmový herec, dlouholetý a čestný člen divadelního souboru Comédie-Française.

## Život
Narodil se v Paříži. V roce 1954 začal studovat na pařížské konzervatoři Conservatoire national supérieur d'art dramatique a hned v roce 1956 se stal členem nejprestižnějšího francouzského divadla Comédie-Française.
Během své kariéry hrál kolem ve 150 filmech a seriálech (hlavně vedlejší role), několikrát byl nominován na Césara. Kromě toho ztvárnil role v hrách nejvýznamnějších dramatiků, jako Pingeta, Becketta, Čechova nebo Dostojevského.
Od 1. ledna 1994 byl čestným členem Comédie-Française.

## Filmografie (výběr)

### Celovečerní filmy
- 1974: V životní velikosti (Grandeur nature), režie Luis García Berlanga
- 1974: Nada (Nada), režie Claude Chabrol
- 1974: Facka (La Gifle), režie Claude Pinoteau
- 1975: Náhradník (La Course à l'échalote), režie Claude Zidi
- 1976: Pan Klein (Monsieur Klein), režie Joseph Losey
- 1976: Mado (Mado), režie Claude Sautet
- 1976: Hračka (Le Jouet), režie Francis Veber
- 1977: Smrt darebáka (La Mort d'un pourri), režie Georges Lautner
- 1979: Horká hlava (Coup de tête), režie Jean-Jacques Annaud
- 1982: Tisíc miliard dolarů (Mille milliards de dollars), režie Henri Verneuil
- 1982: Legitimní násilí (Légitime violence), režie Serge Leroy
- 1983: Otec a otec (Les Compères), režie Francis Veber
- 1983: Edith a Marcel (Édith et Marcel), režie Claude Lelouch
- 1984: Nebezpečná partie (La Diagonale du fou), režie Richard Dembo
- 1984: Neděle na venkově (Un Dimanche à la campagne), režie Bertrand Tavernier
- 1984: Černá listina (Liste noire), režie Alain Bonnot
- 1985: Jedna nebo dvě ženy (Une femme ou deux), režie Daniel Vigne
- 1990: Prohnilí proti prohnilým (Ripoux contre ripoux), režie Claude Zidi
- 1996: Rošťák Beaumarchais (Beaumarchais, l'insolent), režie Edouard Molinaro
- 1998: Muž je žena jako každá jiná (L'Homme est une femme comme les autres), režie Jean-Jacques Zilbermann
- 2000: Salsa (Salsa), režie Joyce Buñuel
- 2001: KOndoMEDIE (Le Placard), režie Francis Veber
- 2003: Drž hubu! (Tais-toi!), režie Francis Veber
- 2006: Dablér (La Doublure), režie Francis Veber
- 2010: Les invités de mon père (Les invités de mon père), režie Anne Le Ny

### Televize
- 1997 : La Ville dont le prince est un enfant (La Ville dont le prince est un enfant), televizní film, režie Christophe Malavoy
- 1998 : Hrabě Monte Cristo (Le Comte de Monte Cristo), televizní film, režie Josée Dayan
- 2010 : Le Grand restaurant (Le Grand restaurant), televizní film, režie Gérard Pullicino

## Ocenění

### César
Nominace
- 1978: César pro nejlepšího herce ve vedlejší roli za film Des enfants gâtés
- 1980: César pro nejlepšího herce ve vedlejší roli za film Odvahu a nohy na ramena
- 1985: César pro nejlepšího herce ve vedlejší roli za film Un Dimanche à la campagne

### Molièrova cena
Ocenění
- 1993: Molièrova cena pro herce za představení Macbett
- 1999: Molièrova cena pro herce ve vedlejší roli za představení Rêver peut-être
- 2000: Molièrova cena pro herce za představení Un sujet de roman
- 2007: Molière du spectacle seul en scène za představení À la porte

Nominace
- 1996: Molièrova cena pro herce za představení Décadence
- 2001: Molièrova cena pro herce za představení Le Grand Retour de Boris S.